# Тимирбулатов, Малик Русланович
Ма́лик Русланович Тимирбулатов род. 14 февраля 1995, Белгатой, Чечня) — чеченский российский кинорежиссёр, сценарист, продюсер, актёр. Основатель и генеральный продюсер кинокомпании «ТимФильм».
Наиболее известен по фильму «Обрыв» премьера которого состоялась на Каннском кинофестивале 2015 году.

## Биография
Малик родился 14 февраля 1995 года в селении Белгатой (Веденский район, ЧР). Он, в отличие от своих старших братьев и сестер рос в Белгатое (Шалинский район ЧР), куда семья переехала после начала военных действий.
В школе Малик занимался спортом, состоял в школьной футбольной команде, и активно участвовал в соревнованиях по дзюдо. По окончании школы Малик переехал в Грозный, где работал оператором и монтажером в кинокомпании «Чеченфильм».
Там же познакомился с Исой Абаевым, который впоследствии стал его постоянным актёром и сценаристом, принявший участие практически во всех его фильмах.
В 2013 году Маликом была основа видеостудия «Золотая Невеста». Течение года он со своей командой снимал и монтировал свадебные видео, рекламные ролики и музыкальные клипы.
В 2015 году в Каннах состоялась примерьера короткометражной драмы «Обрыв». Это был первый фильм, производством которого занималась собственная кинокомпания Малика, «ТимФильм», которую он основал годом ранее вместе с братом Рахманом.
В 2019 году стал одним из председателей союза кинематографистов ЧР.

## Начало карьеры
Известный чеченский актёр Дагун Омаев, с которым Малик познакомился на съемках рекламного ролика, убедил его заняться кинорежиссурой.
Первый сценарий Малика в соавторстве с Исой Абаевым, написанный в 2013 году назывался «Мои последние дни», но в результате был переименован и снят по нему короткометражный фильм «Обрыв», в котором так же приняли участие Дагун Омаев и его колега по цеху Зулейхан Багалова.
После его выхода на сайте КиноПоиск, кинокритики отметив все плюсы и минусы фильма, причислили Малика к когорте кинорежиссёров, которые могут делать качественное кино.
Его следующим фильмом стал очередной малобюджетный драматический боевик «Предел страха», где он также выступил в роли режиссёра, продюсера и оператора.
В 2021 году выходит романтическая драма «Ночь грёз», ставший его режиссёрским дебютом в полнометражном кино, в котором одну их главных ролей исполнил сам Малик. Картина стала первым совместным проектом для Чечни и Турции.

## Фильмография
| Год  |     | Русское название | Оригинальное название | Роль                                              |
| ---- | --- | ---------------- | --------------------- | ------------------------------------------------- |
| 2015 | кор | Обрыв            | The Precipice         | режиссер, сценарист, продюсер, оператор, монтажер |
| 2016 | док | Белгатой         | Belgatoy              | режиссер, продюсер, оператор, монтажер            |
| 2016 | кор | Предел страха    | Limit Of Fear         | режиссер, продюсер, оператор, монтажер            |
| 2018 | ф   | Штурм            | Assault               | актер                                             |
| 2019 | ф   | Ночь грёз        | Night Of Dreams       | режиссер, сценарист, продюсер, актер              |

## Критика
Руслан Магомадов широко отозвался об режиссерских навыках Малика:

Я уверен, что Малик — это человек, который глубоко интересуется и пытается понять искусство кино, его воздействие на зрителя, механизмы привлечения и удержания внимания аудитории. Ему интересно в полной мере постичь драматургическую структуру фильма, конфликт, замысел. За время творческого пути он проявил себя как устремленный, упорный и талантливый режиссер. Как лидер умеет всегда увлечь людей и подчинить общей задаче.